# 富基耶尔莱朗斯
富基耶尔莱朗斯（法語：Fouquières-lès-Lens，法語發音：[fukjɛʁ lɛ lɑ̃s]，意为“朗斯附近的富基耶尔”）是法国上法蘭西大區加来海峡省的一个市镇，属于朗斯区。

## 地理
富基耶尔莱朗斯（50°25'43"N, 2°54'46"E）面积4.14 平方千米，位于法国上法蘭西大區加来海峡省，该省份为法国北部沿海省份，西北濒北海，南至索姆省，东临北部省。
与富基耶尔莱朗斯接壤的市镇（或旧市镇、城区）包括：阿尔讷、梅里库尔、蒙蒂尼昂戈埃勒、努瓦耶勒苏朗斯、萨洛米讷、比利蒙蒂尼、库里耶尔。
富基耶尔莱朗斯的时区为UTC+01:00、UTC+02:00（夏令时）。

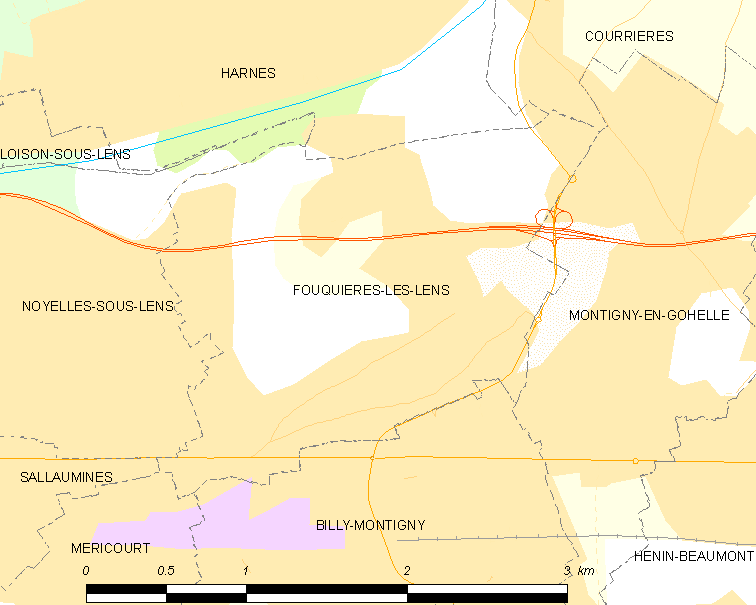
富基耶尔莱朗斯的OSM定位图

## 行政
富基耶尔莱朗斯的邮政编码为62740，INSEE市镇编码为62351。

## 政治
富基耶尔莱朗斯所属的省级选区为阿尔讷县。

## 人口

1962-2008年间富基耶尔莱朗斯人口变化图示

富基耶尔莱朗斯于2022年1月1日时的人口数量为6134人。